# ホブルスカート

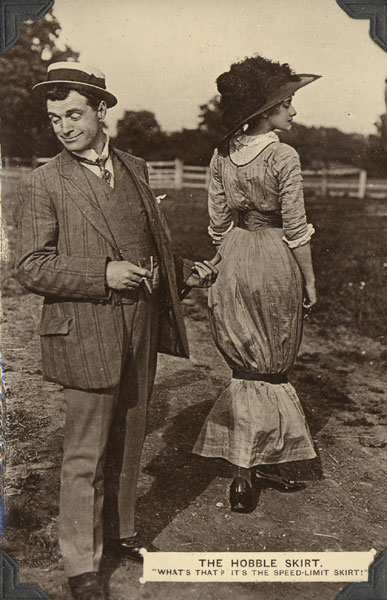
ホブルスカートをはく女性を指差した男性を描いた1911年頃の絵はがき。見出しにはこう書かれている。「ホブルスカート:何だそれは?それはスピードを制限するスカートだ!」なぜならホブルスカートは着用者の歩幅をせばめるからだ。

ホブルスカートは着用者の歩幅をかなり狭めてしまう程、窮屈な裾のスカートで、19世紀から20世紀への変わり目の頃と1910年代という短い間に流行したものである。膝の長さまであるコルセットがこの効果をもたらすために使われた。このようにしたスカートからなるドレスはホブルドレスと呼ばれた。

## 歴史
足の動きを制限するようなスカートが最初に現れたのは、1880年代のアメリカ西部地方の流行でだったが、ホブルスカートという言葉は、裾が窮屈で一時的な流行のスカートとして、1910年から1913年の頃に初めて使われたのであった。実際、ホブルスカートはパリのファッションデザイナーのポール・ポワレによるデザインだと考えられており、19世紀から20世紀の変わり目のファッションにみられた窮屈なスカートが発展したものである。ポワレは、ハート・ベルグの振る舞いに影響を受けてホブルスカートを考案したのかもしれない。その振る舞いとは、彼女がウィルバー・ライトとともに1908年の10月、初めて飛行機に乗ったとき、飛行中にスカートが風でめくれないようにスカートの裾のほうをロープで縛ったことである。ウィルバー・ライトと彼女が着陸した後、彼女は、ロープをスカートからほどくまでの間不格好に歩いていることを見られながら、臆せずに飛行機から歩き去った。

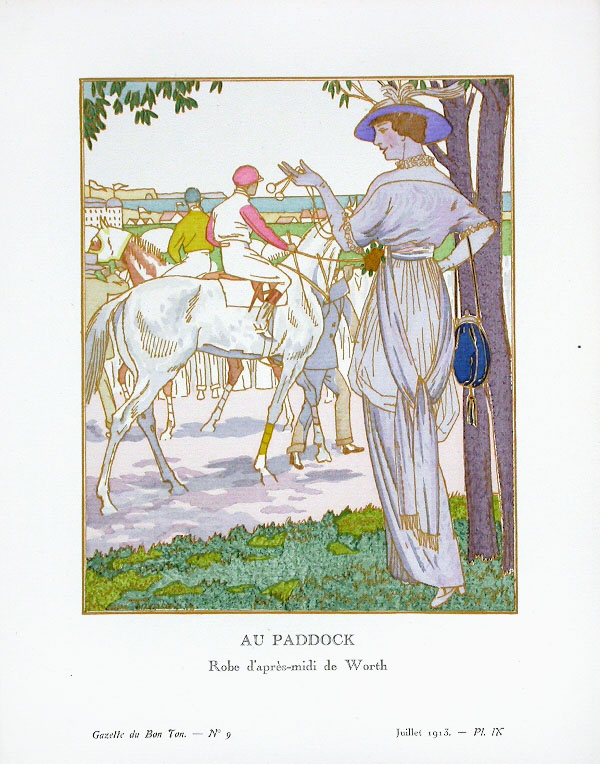
『ガゼット・デ・ボン・タン』という雑誌中の価値あるガウン、1913年

ホブルスカートをはいて歩こうとするときにスカートが破れることを防ぐため、組みひもでできた足かせがスカートのひざ下の辺りに時々使われた。ほかにも、二つのつながった輪を持った伸縮可能なバンドがあり、スカートの内側でひざ下に各足ずつにつけられた。この創案によって女性の歩幅が広くなりすぎてスカートの繊維が破れることを防ぐことができた。また、ハーレムパンツという、足首の辺りで裾が絞ってあるデザインに影響を受けた小さなズボンをはくスタイルを適用する人も少数いた。これらのズボンはスカートのすその下から見えたのだが、多くの人から非常に恥ずべきものとみなされ、このスタイルにしようとする人はほとんどいなかった。
1910年から第一次世界大戦初期の間のニューヨーク・タイムズは、その時代のホブルスカートの着用者についての詳細な記事を多く含んでいる。それによると、ニューヨークのファッション業界がパリのファッション画に描かれたスリムなスタイルを、かなり文字通りに取り入れるように衣服の仕立て人に言ったようである。多くの女性はのちに、ホブルスカートという窮屈なスカートをはいて歩く方法を編み出し、ホブルスカートは実用的でないながらも非常な人気を集めた。
ホブルスカートは、1910年代初期の足首の長さまでの窮屈なスカートをさすときに時々使われた言葉である。しかし、この時代にはほかに同様にホブルスカートと呼ばれたスカートがあった。それらには、スリットや隠れたひだが入り、さらに立体裁断があることで、女性が自由に動けるよう、制限を緩めたものであった。このようにした理由は、この時代においてスカートの裾が縛られていては到底実行できないような様々な活動で、女性がより活躍するようになってきたからである。この時代から残っている最も着用者の動きを制限するスタイルは、イブニングドレスか、教会の階段を定められた小さな歩幅で下りるときだけに着るウェディングドレスであろう。

## 現代の歴史
20世紀、長くてきついスカートは様々な形で再登場している。特にイブニングドレスや、1950年代から人気の主に昼に着られるペンシルスカートにおいてもそうである。また、より字義通りの解釈によってホブルスカートは、主に皮革やポリ塩化ビニル、ラテックスでよく作られていたボンデージ由来のフェティッシュ・ファッションの大黒柱となった。例えば、1950年代のジョン・ウィリーのフェティッシュ系の雑誌、"Bizarre"において、それらは定番のトピックであった。
ホブルスカートは、動きを制限するためではほとんどないが、今日ではまだゴシック・ファッションやBDSMといった場で見られ、さらには、イブニングドレスやウェディングドレスとして、またほかの機会においても使われることがある。

## 大衆文化

### 映画やテレビシリーズ
- イントレランス Intolerance : The Dear One (メエ・マーシュ) が男性に印象を与えることを望んでホブルスカートをその場しのぎで工面して着用する。
- アダムス・ファミリー The Addams Family : モルティシアがいつも長くて黒く輝くゴシックのホブルドレスを着用している。
- ディック・トレイシー Dick Tracy : ブレスレス・マホニー(マドンナ)が黒く光る、肌にぴったりのガウンで登場する。
- アグリー・ベティ Ugly Betty :  "氷上のケーキ"のエピソードでは、アマンダ(ベッキー・ニュートン)がアマンダと名付けられたタイトな銀色のゴム製のホブルドレスを着ている。
- 何という行き方 What a Way to Go! : ルイーザ・メイ・フォスター(シャーリー・マクレーン)が赤く輝くペンシルスカート姿で見られる。
- スタティック・ショック Static Shock : はじめの数シーズンは、デイジー・ワトキンが紫のペンシルスカートを着ている。
- パレーズ・エンド Parads End : シルビア・ティーチェンスが義理の母の葬式でホブルドレスを着用している。(エピソード2); 貴族は彼女のおしゃれに難色を示したが、召使は感嘆した。

## 参照
1. ↑  Mrs. Hart O. Berg
2. ↑  Mrs. Hart O. Berg (a.k.a. Edith Berg) entry at the National Air and Space Museum, Aeronautics Division
3. ↑  Mrs. Berg at hobbleskirt.com
4. ↑  Laver, James (2002). Costume and Fashion: A Concise History. London: Thames & Hudson, Ltd.. pp. 224. ISBN 978-0-500-20348-4

## 概注
- HobbleSkirt.com
- The Hobble Skirt Streetcar, 女性がホブルスカートをはいていることを念頭にデザインされた市街電車